# Окадзаки, Синдзи
Си́ндзи Окадза́ки (яп. 岡崎 慎司 Окадзаки Синдзи, род. 16 апреля 1986, Такарадзука, Хиого) — японский футболист, игравший на позиции нападающего. Победитель Кубка Азии 2011 года. Третий бомбардир в истории сборной Японии, также входит в пятерку лидеров по количеству сыгранных матчей за сборную.

## Карьера
После окончания школы в 2004 году подписал профессиональный контракт с клубом «Симидзу С-Палс». Был в составе сборной Японии на летних Олимпийских играх в Пекине.
Дебютировал за национальную сборную Японии 9 октября 2008 года в товарищеском матче против сборной ОАЭ. Сделал свой первый хет-трик за национальную команду 8 октября 2009 года в матче против Гонконга и повторил это достижение в матче против сборной Того шесть дней спустя.
Забив 6 голов, стал лучшим бомбардиром отборочного турнира к Кубку Азии 2011. В январе 2010 года IFFHS назвала Окадзаки лучшим бомбардиром мира 2009 года за его 15 голов, забитых за сборную в этот период.
Забил последний гол в решающем матче группового этапа чемпионата мира в ЮАР против сборной Дании, закончившимся со счётом 3:1, что позволило сборной Японии пройти в следующий раунд.

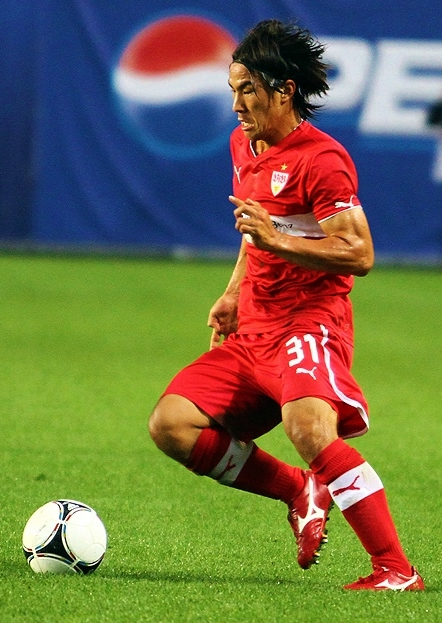
Окадзаки в составе «Штутгарта»

Сделал свой третий хет-трик за сборную 17 января 2011 года в заключительном матче группового этапа Кубка Азии в Катаре против сборной Саудовской Аравии.
Сразу же после победного финала Кубка Азии Окадзаки полетел в Штутгарт, где 30 января прошёл медобследование и подписал с местным клубом контракт на 3.5 года. 14 февраля бывший клуб Окадзаки «Симидзу С-Палс» опубликовал на своём сайте пресс-релиз, где говорилось о нарушении Штутгартом двух положений ФИФА при подписании контракта с Окадзаки. Во-первых, «Штутгарт» вступил в переговоры с футболистом, не проинформировав об этом клуб, с которым он был связан на тот момент действующим контрактом. И во-вторых, контракт со «Штутгартом» вступал в силу 31 января, когда Окадзаки ещё был официально связан контрактом с «Симидзу С-Палс». В этом случае, как говорилось в пресс-релизе, «Штутгарт» обязан был вступить в переговоры с «С-Палс» по поводу компенсации за преждевременное расторжение контракта. ФИФА рассмотрела претензии клуба «С-Палс» и 17 февраля 2011 года официально разрешила Окадзаки выступать за немецкий клуб. Это позволило нападающему в тот же день дебютировать за свой новый клуб в матче 1/16 финала Лиги Европы против «Бенфики», в котором он отыграл все 90 минут.
25 июня 2013 года Окадзаки перешёл в «Майнц 05», подписав контракт до 2016 года.
26 июня 2015 года перешёл в английский «Лестер Сити» за 10 миллионов евро. Стал с «Лестером» чемпионом Англии 2015/16. До Окадзаки единственным японцем, выигравшим чемпионат Англии, был полузащитник «Манчестер Юнайтед» Синдзи Кагава. Всего за четыре сезона в «Лестере» Окадзаки сыграл во всех турнирах 137 матчей, в которых забил 19 голов.
В июле 2019 года Окадзаки в статусе свободного агента заключил годичный контракт с клубом из второй испанской лиги «Малага». Уже 2 сентября он покинул клуб, не сыграв за него ни одного матча, поскольку «Малага» превысила свой зарплатный бюджет и не смогла зарегистрировать японского нападающего.

## Достижения
Командные
«Штутгарт»
- Финалист Кубка Германии по футболу: 2012/13

«Лестер Сити»
- Чемпион Англии: 2015/16

Сборная Японии
- Обладатель Кубка Азии по футболу: 2011

Личные
- Символическая сборная Джей-лиги: 2009
- Лучший азиатский легионер: 2016
- Обладатель приза IFFHS лучшему бомбардиру мира в международных матчах: 2009[12]

## Статистика

### Клубная статистика
Последнее обновление: 2 февраля 2013
| Клубная карьера | Клубная карьера | Клубная карьера | Чемпионат | Чемпионат | Кубок            | Кубок            | Кубок лиги          | Кубок лиги          | Континент | Континент | Всего | Всего |
| Сезон           | Клуб            | Лига            | Матчи     | Голы      | Матчи            | Голы             | Матчи               | Голы                | Матчи     | Голы      | Матчи | Голы  |
| Япония          | Япония          | Япония          | Чемпионат | Чемпионат | Кубок императора | Кубок императора | Кубок Джей-лиги     | Кубок Джей-лиги     | Азия      | Азия      | Всего | Всего |
| --------------- | --------------- | --------------- | --------- | --------- | ---------------- | ---------------- | ------------------- | ------------------- | --------- | --------- | ----- | ----- |
| 2005            | Симидзу С-Палс  | Джей-лига       | 1         | 0         | 3                | 0                | 1                   | 0                   | -         | -         | 5     | 0     |
| 2006            | Симидзу С-Палс  | Джей-лига       | 7         | 0         | 3                | 0                | 2                   | 0                   | -         | -         | 12    | 0     |
| 2007            | Симидзу С-Палс  | Джей-лига       | 21        | 5         | 2                | 0                | 2                   | 0                   | -         | -         | 25    | 5     |
| 2008            | Симидзу С-Палс  | Джей-лига       | 27        | 10        | 2                | 1                | 5                   | 0                   | -         | -         | 34    | 11    |
| 2009            | Симидзу С-Палс  | Джей-лига       | 34        | 14        | 3                | 2                | 4                   | 1                   | -         | -         | 41    | 17    |
| 2010            | Симидзу С-Палс  | Джей-лига       | 31        | 13        | 4                | 2                | 2                   | 1                   | -         | -         | 37    | 16    |
| Германия        | Германия        | Германия        | Чемпионат | Чемпионат | Кубок НФС        | Кубок НФС        | Кубок немецкой лиги | Кубок немецкой лиги | Европа    | Европа    | Всего | Всего |
| 2010/11         | Штутгарт        | Бундеслига      | 12        | 2         | -                | -                | -                   | -                   | 2         | 0         | 14    | 2     |
| 2011/12         | Штутгарт        | Бундеслига      | 26        | 7         | 3                | 0                | -                   | -                   | -         | -         | 29    | 7     |
| 2012/13         | Штутгарт        | Бундеслига      | 13        | 1         | 2                | 1                | -                   | -                   | 7         | 2         | 22    | 4     |
| За всё время    | За всё время    | За всё время    | 172       | 52        | 22               | 6                | 16                  | 2                   | 9         | 2         | 219   | 62    |

### Участие в главных турнирах сборных
Последнее обновление: 5 февраля 2011
| Соревнование                 | Матчи | Матчи  | Голы | Результат                |
| Соревнование                 | Старт | Замена | Голы | Результат                |
| ---------------------------- | ----- | ------ | ---- | ------------------------ |
| Олимпиада-2008               | 1     | 2      | 0    | Первый раунд             |
| Отбор на чемпионат мира 2010 | 1     | 3      | 1    | Выход в финальный турнир |
| Отбор на Кубок Азии 2011     | 5     | 0      | 6    | Выход в финальный турнир |
| Чемпионат мира 2010          | 0     | 4      | 1    | 1/8 финала               |
| Кубок Азии 2011              | 4     | 2      | 3    | Чемпион                  |

### Голы за национальную сборную

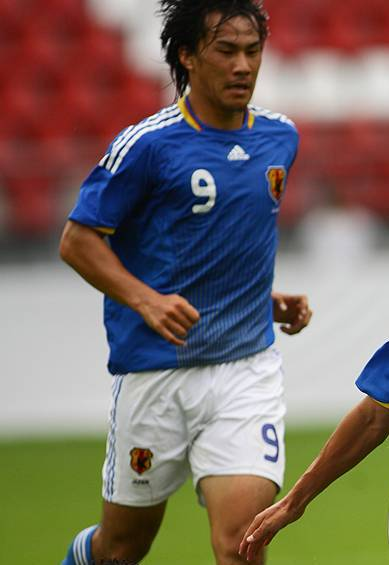
Синдзи Окадзаки

Последнее обновление: 7 февраля 2013
| №  | Дата            | Место проведения                                    | Соперник          | Счёт | Результат | Соревнование                 |
| -- | --------------- | --------------------------------------------------- | ----------------- | ---- | --------- | ---------------------------- |
| 1  | 20 января 2009  | Стадион KKWing, Кумамото, Япония                    | Йемен             | 2-1  | Победа    | Отбор на Кубок Азии 2011     |
| 2  | 4 февраля 2009  | Олимпийский стадион, Токио, Япония                  | Финляндия         | 5-1  | Победа    | Товарищеский матч            |
| 3  | 4 февраля 2009  | Олимпийский стадион, Токио, Япония                  | Финляндия         | 5-1  | Победа    | Товарищеский матч            |
| 4  | 27 мая 2009     | Стадион «Нагай», Осака, Япония                      | Чили              | 4-0  | Победа    | Кирин Кап 2009               |
| 5  | 27 мая 2009     | Стадион «Нагай», Осака, Япония                      | Чили              | 4-0  | Победа    | Кирин Кап 2009               |
| 6  | 31 мая 2009     | Олимпийский стадион, Токио, Япония                  | Бельгия           | 4-0  | Победа    | Кирин Кап 2009               |
| 7  | 6 июня 2009     | Центральный стадион «Пахтакор», Ташкент, Узбекистан | Узбекистан        | 0-1  | Победа    | Отбор на чемпионат мира 2010 |
| 8  | 9 сентября 2009 | Стадион «Галгенваард», Утрехт, Нидерланды           | Гана              | 4-3  | Победа    | Товарищеский матч            |
| 9  | 8 октября 2009  | Стадион «Нихондайра», Сидзуока, Япония              | Гонконг           | 6-0  | Победа    | Отбор на Кубок Азии 2011     |
| 10 | 8 октября 2009  | Стадион «Нихондайра», Сидзуока, Япония              | Гонконг           | 6-0  | Победа    | Отбор на Кубок Азии 2011     |
| 11 | 8 октября 2009  | Стадион «Нихондайра», Сидзуока, Япония              | Гонконг           | 6-0  | Победа    | Отбор на Кубок Азии 2011     |
| 12 | 14 октября 2009 | Стадион «Мияги», Рифу, Япония                       | Того              | 5-0  | Победа    | Товарищеский матч            |
| 13 | 14 октября 2009 | Стадион «Мияги», Рифу, Япония                       | Того              | 5-0  | Победа    | Товарищеский матч            |
| 14 | 14 октября 2009 | Стадион «Мияги», Рифу, Япония                       | Того              | 5-0  | Победа    | Товарищеский матч            |
| 15 | 18 ноября 2009  | Стадион Гонконга, Гонконг                           | Гонконг           | 0-4  | Победа    | Отбор на Кубок Азии 2011     |
| 16 | 3 марта 2010    | Стадион «Тоёта», Тоёта, Япония                      | Бахрейн           | 2-0  | Победа    | Отбор на Кубок Азии 2011     |
| 17 | 24 июня 2010    | Роял Бафокенг, Рюстенбург, ЮАР                      | Дания             | 3-1  | Победа    | Чемпионат мира 2010          |
| 18 | 8 октября 2010  | Сайтама Стэдиум 2002, Сайтама, Япония               | Аргентина         | 1-0  | Победа    | Товарищеский матч            |
| 19 | 17 января 2011  | Стадион «Ахмед бин Али», Эр-Райян, Катар            | Саудовская Аравия | 5-0  | Победа    | Кубок Азии 2011              |
| 20 | 17 января 2011  | Стадион «Ахмед бин Али», Эр-Райян, Катар            | Саудовская Аравия | 5-0  | Победа    | Кубок Азии 2011              |
| 21 | 17 января 2011  | Стадион «Ахмед бин Али», Эр-Райян, Катар            | Саудовская Аравия | 5-0  | Победа    | Кубок Азии 2011              |
|    | 29 марта 2011   | Стадион «Нагай», Осака, Япония                      | Сборная Джей-лиги | 2-1  | Победа    | Благотворительный матч       |
| 22 | 7 сентября 2011 | Центральный стадион «Пахтакор», Ташкент, Узбекистан | Узбекистан        | 1-1  | Ничья     | Отбор на Чемпионат мира 2014 |
| 23 | 11 октября 2011 | Стадион «Нагай», Осака, Япония                      | Таджикистан       | 8-0  | Победа    | Отбор на Чемпионат мира 2014 |
| 24 | 11 октября 2011 | Стадион «Нагай», Осака, Япония                      | Таджикистан       | 8-0  | Победа    | Отбор на Чемпионат мира 2014 |
| 25 | 11 ноября 2011  | Стадион «Памир», Душанбе, Таджикистан               | Таджикистан       | 4-0  | Победа    | Отбор на Чемпионат мира 2014 |
| 26 | 11 ноября 2011  | Стадион «Памир», Душанбе, Таджикистан               | Таджикистан       | 4-0  | Победа    | Отбор на Чемпионат мира 2014 |
| 27 | 23 мая 2012     | «Экопа», Фукурои, Сидзуока, Япония                  | Азербайджан       | 2-0  | Победа    | Товарищеский матч            |
| 28 | 3 июня 2012     | «Сайтама 2002», Сайтама, Япония                     | Оман              | 3-0  | Победа    | Отбор на Чемпионат мира 2014 |
| 29 | 14 ноября 2012  | «Султан Кабус», Маскат, Оман                        | Оман              | 2-1  | Победа    | Отбор на Чемпионат мира 2014 |
| 30 | 6 февраля 2013  | «Кобе Уинг», Кобе, Япония                           | Латвия            | 3-0  | Победа    | Товарищеский матч            |
| 31 | 6 февраля 2013  | «Кобе Уинг», Кобе, Япония                           | Латвия            | 3-0  | Победа    | Товарищеский матч            |

## Примечание
1. ↑  Shinji Okazaki // Transfermarkt.com (мн.) — 2000.
2. ↑  SHINJI OKAZAKI // Base de Datos del Fútbol Argentino (исп.)
3. ↑  Shinji Okazaki signs for VfB Архивная копия от 4 марта 2012 на Wayback Machine Официальный сайт ФК «Штутгарт», 30 января
4. ↑  «Штутгарт» подписал нападающего сборной Японии Архивная копия от 2 февраля 2011 на Wayback Machine eurosport.ru, 30 января
5. ↑  Announcement of Transfer of Shinji Okazaki to VfB Stuttgart (англ.). Официальный сайт ФК "Симидзу С-Палс" (14 февраля 2011). Дата обращения: 17 февраля 2011. Архивировано из оригинала 17 апреля 2012 года.
6. ↑  Clearance for Shinji Okazaki (англ.). Официальный сайт ФК "Штутгарт" (17 февраля 2011). Дата обращения: 17 февраля 2011. Архивировано из оригинала 17 апреля 2012 года.
7. ↑  Benfica vs. Stuttgart  2-1 (англ.). soccerway.com. Дата обращения: 17 февраля 2011. Архивировано 17 апреля 2012 года.
8. ↑  Shinji Okazaki kommt vom VfB — Mainz05.de. Дата обращения: 25 июня 2013. Архивировано 28 июня 2013 года.
9. ↑  Shinji Okazaki wechselt nach Mainz — VfB.de. Дата обращения: 25 июня 2013. Архивировано из оригинала 5 марта 2016 года.
10. ↑  Shinji Okazaki set for move to Malaga: sources (англ.). The Japan Times (26 июля 2019). Дата обращения: 3 сентября 2019. Архивировано 26 июля 2019 года.
11. ↑  Shinji Okazaki leaves Malaga without playing | Football Espana (англ.). Football Espana (3 сентября 2019). Дата обращения: 3 сентября 2019. Архивировано 3 сентября 2019 года.
12. ↑  IFFHS — The World’s best top goal scorer. Дата обращения: 9 января 2015. Архивировано из оригинала 15 июня 2018 года.